# Сурдулешти (Арђеш)
Сурдулешти (рум. Surdulești) насеље је у Румунији у округу Арђеш у општини Мироши. Oпштина се налази на надморској висини од 161 m.

## Становништво
Према подацима из 2002. године у насељу је живело 1143 становника, од којих су сви румунске националности.